# نورالحق بهوئیان
نوالحق بهوئیان فعال بنگالی بود. او عضو دپارتمان شیمی دانشگاه داکا بین سال‌های ۱۹۴۶–۱۹۹۴ بود. او همچنین یکی از رهبران مجلس تمدن و از اعضای نخستین Rastrabhasa Sangram Parishad طی جنبش زبان بنگالی بود.